# Balanophyllia generatrix
Balanophyllia generatrix är en korallart som beskrevs av Stephen D. Cairns och Zibrowius 1997. Balanophyllia generatrix ingår i släktet Balanophyllia och familjen Dendrophylliidae. Inga underarter finns listade i Catalogue of Life.